# Зайченко, Пётр Александрович
Пётр Александрович За́йченко (1917 — 2000) — работник объединения «Кировский завод» (Ленинград), лауреат Сталинской премии 1951 года. 

## Биография
В 1933 году после смерти родителей приехал в Ленинград. Окончил школу ФЗУ и работал на фанерном заводе имени Аврова.
С 1938 по 1940 год проходил военную службу. Член ВКП(б) с 1944 года.
В 1940 — 1980 годы работал на Кировском заводе: слесарь, с 1942 года бригадир, затем — инструктор механизации трудоемких работ, инструктор станочных методов труда, инженер, старший инженер.
В 1960 году без отрыва от производства окончил Ленинградский машиностроительный техникум.
Во время войны работал в механическом цехе №12 на сборке и ремонте танков, его бригада выполняла по 2-3 нормы за смену. В 1945 года — в цехе штамповки, с 1948 года — в турбинном. За несколько лет подал 35 рационализаторских предложений, экономия от их внедрения составила 33 тысячи рублей в год. Сконструировал переносный шлифовальный станок для обработки внутренних наклонных плоскостей в труднодоступных и узких местах сложных деталей и узлов, с помощью которого удалось исключить тяжелый физический труд на этом участке работы и высвободить до 20 слесарей.
В середине 1950-х годов вместе с фрезеровщиком А. Ф. Логиновым выступил инициатором движения за повышение производительности труда на основе внедрения научных рекомендаций и передовых технологий и составления комплексных планов.
Как участник обороны Ленинграда зажёг 9 мая 1960 года факел от Вечного огня с Марсова поля и в сопровождении почетного эскорта доставил его на Пискаревское кладбище.
Через несколько лет после окончания техникума (1960) перешёл на инженерные должности.
Избирался депутатом Ленсовета (1953).
С 1980 года на пенсии.

## Признание
- Сталинская премия третьей степени (1951) — за коренные усовершенствования методов работы и повышения производительности труда
- орден Ленина (1951)
- орден «Знак Почёта» (14.4.1944),
- медаль «За оборону Ленинграда» (8.6.1943).